# 富山常備薬
株式会社富山常備薬（とやまじょうびやく、英: TOYAMAJOBIYAKU INC.）は、富山市に本社を置く医薬品・健康食品の通信販売会社で、株式会社トゥ・プリティーホールディングスのグループ会社である。
2021年11月8日、株式会社富山常備薬グループ（とやまじょうびやくグループ）から商号変更を行った。会社名に「グループ」と入っていたが、持株会社ではなく単一の事業会社である。

## 主な製品

### 医薬品

#### 第3類医薬品
- キミエホワイトプラス
- リョウシンJV錠
- アロエ錠スルー
- ヘルスオイル

#### 第2類医薬品
- アルクール
- ヒフール
- ジェルテープジクロ

### 医薬部外品
- 常備浴
- キミエホワイトオールインワンクリームプラス

## 関連人物
- 木村彩子 - 2019年より富山常備薬グループに所属しているプロゴルファー

## CM出演
- 澤穂希（元・サッカー選手）
- 杉良太郎（俳優）
- クマムシ[5]

## 提供番組
※太文字は現在放送中の番組
- ポップUP!（フジテレビ、2022年10月 - 12月）[注 1]
- ぽかぽか（フジテレビ、2023年1月 - ）
- バラいろダンディ（TOKYO MX 、2023年1月 - ）